# Stratiomyomorpha
Stratiomyomorpha es un infraorden de Brachycera. Es un pequeño grupo que consiste principalmente de la familia Stratiomyidae o moscas soldados y dos familias relacionadas. La mayoría de las larvas son saprófagas y se las suele encontrar en madera podrida.